# Jurinella debitrix
Jurinella debitrix är en tvåvingeart som först beskrevs av Walker 1860.  Jurinella debitrix ingår i släktet Jurinella och familjen parasitflugor. Inga underarter finns listade i Catalogue of Life.